# École de Karvetti
L'école de Karvetti (finnois : Karvetin koulu) est une école  située dans le quartier  de Karvetti à Naantali en Finlande.

## Présentation
L'école de Karvetti est une école construite en 1985, au cœur du quartier Karvetti.
L'école compte 210 élèves, répartis en douze groupes d'enseignement de base.
Par conséquent, une classe compte en moyenne 18 élèves.
L'école Karvetti dispense aussi un enseignement pour les enfants ayant des difficultés de communication qui ont besoin d'un soutien particulier, ainsi que de trois enseignants de classe spéciale formées de petits groupes.
L'école Karvetti dispense aussi l'enseignement préparatoire Valmo qui donne aux élèves de langue étrangère les compétences nécessaires pour passer à l'éducation de base.

## Équipements
L'école dispose d'une salle de sport de 511 m2, d'un terrain de basket, un  terrain de volley, quatre  terrains de badminton et d'un terrain en gazon artificiel chauffé à proximité immédiate. 
L'école a été agrandie en 2008-2009, l'agrandissement comprenait de nouvelles salles de classe, les installations de l'infirmerie  et du gestionnaire immobilier, et les vestiaires pour les utilisateurs du terrain de gazon artificiel.
En plus de la cuisine de l'école, la cuisine de l'école de Karvetti prépare également des repas pour la garderie de Karvetti, la garderie de Tammisto, la garderie de Nuhjala, la garderie familiale du groupe Isotalontie et la maison de soins d'urgence de Karvetti.
L'école de Karvetti a accueilli les championnats finlandais de footbag en 2006 et 2008 et le championnat de footbag en ligne en 2004.